# Ephyrodes similis
Ephyrodes similis là một loài bướm đêm trong họ Erebidae.